# Programme national de la forêt et du bois
Le programme national de la forêt et du bois (PNFB) est un nouveau cadre national de la politique forestière de la France (y compris d'outre-mer), prévu par la Loi d'avenir pour l'agriculture, l'alimentation et la forêt (LAAAF) de 2014. Le premier PNFB est adopté au printemps 2016. 
Selon l'article L. 121-2-2 du Code forestier, le PNFB « précise les orientations de la politique forestière pour une durée maximale de dix ans. Il détermine des objectifs économiques, environnementaux et sociaux fondés sur des  indicateurs de gestion durable. Il définit les territoires interrégionaux qui justifient, de par leurs caractéristiques communes, une coordination des programmes régionaux de la forêt et du bois (PRFB), définis à l'article L. 122-1. Il assure le partage de l'information sur la production de produits forestiers et de produits issus de la transformation du  bois, en vue d'une meilleure  valorisation du bois et du développement des entreprises, ainsi que sur la  production d'aménités environnementales et sociales de la forêt en vue de leur développement et de l'évaluation des modalités de leur rémunération ».
Le contenu et les modalités d'élaboration du PNFB et des PRFB ont été fixés par décret de juin 2015.
Le PNFB 2016-2026 « porte sur les orientations de la politique forestière en termes de développement de l’économie du bois dans le cadre d’une gestion durable des forêts, avec  la  volonté  de  s’adapter  aux  attentes  de  la  société  et  au  changement  climatique ». Ainsi plus concrètement, il fixe, durant cette période, les lignes directrices et orientations en matière de sylviculture et plus largement pour une partie de la filière bois.

## Origine
Le PNFB succède au Programme national forestier (PNF) qui avait été élaboré par le Ministère de l'Agriculture, de l'Agroalimentaire et de la Forêt (MAAF) puis adopté et publié en juin 2006 (pour la période 2006-2015). Le Conseil général de l’environnement et du développement durable (CGEDD) rappelle que « Les plans nationaux forestiers ou programmes d’action forestiers nationaux sont des outils de planification promus par la FAO, repris ensuite par le Panel intergouvernemental sur les forêts (dans le cadre de la Commission du développement  durable des Nations-Unies), et plus récemment à la suite de la déclaration de Vienne par « Forest Europe » (processus des  Conférences ministérielles pour la protection des forêts en Europe), lors de la conférence ministérielle de Vienne (2003), au travers de la Résolution 1 (« Renforcer les synergies favorables à la gestion forestière durable e/n Europe grâce à une coopération intersectorielle et aux programmes forestiers nationaux »), engageant les États signataires (dont la France) et la Communauté européenne. ».

## Étapes
Le « projet de programme », notamment rédigé avec la FNB a été présenté au Conseil supérieur de la forêt et du bois le 8 mars 2016, qui l'a adopté presque à l'unanimité.
Dans les deux ans suivant son adoption, il doit être régionalement décliné en programmes régionaux de la forêt et du bois, en application du code forestier à la suite de la Loi d'avenir pour l'agriculture, l'alimentation et la forêt (loi no 2014-1170 du 13 octobre 2014).

## Méthode d'élaboration
Ce programme national de la forêt et du bois est élaboré par le ministre chargé des forêts sur la base des contributions de plusieurs « comités spécialisés prévus au troisième alinéa de l'article D. 113-4 », avec les parties prenantes et en prenant en compte le contrat de filière bois. Il est en réalité élaboré par la direction générale de la performance économique et environnementale des entreprises (au MAAF).  
- Concernant l'économie de la filière forêt-bois, il s'appuie en particulier sur « les travaux menés par le Conseil national de l'industrie » créé en 2010 [14].

- En matière environnementale, il « concourt à la mise en œuvre des objectifs de la stratégie nationale pour la biodiversité et du plan national d'adaptation au changement climatique ». « Sur la base d'un état des lieux concerté entre les différents acteurs, il identifie les enjeux de la politique forestière notamment en termes de gestion forestière durable, de valorisation des forêts dans les territoires, d'économie de la filière forêt-bois, de recherche, de développement et d'innovation, de coopérations européennes et internationales.
« Le programme national de la forêt et du bois planifie les actions stratégiques à l'échelle nationale. Il comporte des recommandations sur les outils et les moyens à mobiliser en vue de la réalisation des objectifs mentionnés à l'article L. 121-2-2. Il fixe les actions prioritaires et hiérarchisées ainsi que les efforts d'amélioration des connaissances à mettre en œuvre pour y parvenir. Il fixe également les conditions de suivi et d'évaluation des actions stratégiques.
« Le programme national de la forêt et du bois est compatible avec les orientations nationales pour la préservation et la remise en bon état des continuités écologiques prévues à l'article L. 371-2 du code de l'environnement. 
Il précise les mesures permettant d'éviter, de réduire et, le cas échéant, de compenser les atteintes aux continuités écologiques que sa mise en œuvre est susceptible d'entraîner.

## Évaluation au regard de l'environnement
Comme tous les grands plans et programmes, le programme fait l'objet d'une évaluation environnementale présentée sous la forme d’un « rapport environnemental » dans les conditions prévues par le Code de l'environnement; 
L'autorité environnementale (AE) note qu'à la demande du MAAF, elle avait « le 2 décembre  2015 un avis sur le cadrage préalable de l’évaluation environnementale stratégique, dont beaucoup de recommandations n’ont pas été reprises, sans pour autant en expliquer les raisons ».
L'Autorité environnementale (CGEDD) dans l'avis issu de son analyse du programme a relevé plusieurs manquements, dont des entorses au code de l'environnement. Les enjeux environnementaux sont - selon l'AE - « le maintien des fonctionnalités  écologiques de la forêt, l’adaptation au changement climatique, la préservation de la biodiversité et du paysage, la contribution de la forêt à l’économie du territoire, aux objectifs énergétiques de la France et au stockage du carbone en forêt et  dans le bois ». L'environnement est traité, mais insuffisamment pris en compte en termes d'« objectifs techniques concrets », sauf pour l'enjeu d'adaptation au changement climatique. L'AE dans un rapport d'une trentaine de pages a notamment préconisé de 
- « mieux prendre en compte les préconisations du cadrage préalable, d’introduire dans  le  rapport  environnemental  les  perspectives  d’évolution du territoire en l’absence de PNFB, et de présenter les justifications environnementales du projet retenu » ;
- de « préciser la méthodologie suivie pour caractériser l’intensité des impacts positifs et négatifs au niveau des actions, et de caractériser les impacts des plantations de résineux et de peupliers préconisées » ;
- de « préciser le cadrage donné aux PRFB, notamment pour ce qui est des mesures en faveur de la biodiversité associées,  et de l’argumentaire du ciblage des forêts où effectuer des prélèvements de bois supplémentaires »

Alors que la loi confie des objectifs environnementaux à ce programme, « l’Ae n’a pas identifié d’objectifs affichés et évaluables en termes de bois mort en forêt, ou d’habitats d’espèces pour les oiseaux communs, ou même plus largement en termes de   
biodiversité » p. 23-31 du rapport d'évaluation

## Document de cadrage
C'est un document de cadrage des « Programmes régionaux de la forêt et du bois »